# ایفاژ
 ایفاژ (به فرانسوی: Eiffage S.A) یک شرکت ساخت و ساز مهندسی عمران فرانسه است که تا سال ۲۰۱۰ سومین شرکت بزرگ در نوع خود در فرانسه و پنجمین شرکت بزرگ در اروپا بود.

## تاریخچه
این شرکت در سال ۱۹۹۲ با ادغام چندین شرکت با سابقه از جمله: Fougerolle (تأسیس ۱۸۴۴)، Quillery (تأسیس ۱۸۶۳)، Beugnet (تأسیس ۱۸۷۱) و La Société Auxiliaire d'Entreprises Électriques et de Travaux Public (با نام مخفف S.A.E شناخته و در سال ۱۹۲۴ تأسیس شده) تشکیل شد.

## پروژه‌های بزرگ
- تونل کانال، در سال ۱۹۹۴ تکمیل شد[۴]
- مترو کپنهاگ، در سال ۲۰۰۲ تکمیل شد[۵]
- میلو (پل)، در سال ۲۰۰۴ تکمیل شد[۶]
- خط راه‌آهن پر سرعت TGV Perpignan-Figueres، در سال ۲۰۰۹ تکمیل شد[۷]
- ورزشگاه پیر مائوروی، در سال ۲۰۱۲ تکمیل شد[۸]
- پارک خورشیدی Cestas، در سال ۲۰۱۵ تکمیل شد[۹]
- تبدیل Hôtel-Dieu de Lyon، در سال ۲۰۱۸ به پایان رسید[۱۰]